# Ted Cassidy
Theodore Crawford „Ted” Cassidy (ur. 31 lipca 1932 w Pittsburghu w stanie Pensylwania, zm. 16 stycznia 1979 w Los Angeles w stanie Kalifornia) – amerykański aktor filmowy i telewizyjny. Najbardziej znany z roli lokaja Lurcha w popularnym serialu komediowym z lat 60. pt. Rodzina Addamsów.

## Życiorys
Miał 206 cm wzrostu. Po sukcesie serialu Rodzina Addamsów pojawił się m.in. w westernach Złoto MacKenny (1969) oraz Butch Cassidy i Sundance Kid (1969), a także komediach Harry i Walter jadą do Nowego Jorku (1976) i Ostatni film o Legii Cudzoziemskiej (1977). Pracował także jako aktor dubbingowy.
14 czerwca 1956 roku poślubił Margaret Helen Jesse, z którą miał dwoje dzieci: syna Seana (ur. 1957) i córkę Cameron (ur. 1960). W 1975 rozwiódł się.
Zmarł mając 46 lat, w szpitalu w Los Angeles podczas operacji serca.

## Filmografia

### Filmy fabularne
- 1959: The Angry Red Planet jako Marsjanin (głos)
- 1967: Baśń o łodydze fasoli (Jack and the Beanstalk, TV) jako olbrzym
- 1969: Złoto MacKenny (Mackenna’s Gold) jako Hachita
- 1969: Butch Cassidy i Sundance Kid (Butch Cassidy and the Sundance Kid) jako Harvey Logan
- 1972: The Limit jako Big Donnie
- 1972: Black Rage jako Striker
- 1973: Genesis II (TV) jako Isiah
- 1973: The Harrad Experiment jako patron
- 1973: The Slams jako Glover
- 1974: The Planet Earth (TV) jako Isiah
- 1974: The Great Lester Boggs
- 1974: Thunder County jako Cabrini
- 1975: Poor Pretty Eddie jako Keno
- 1975: The Intruder
- 1976: Harry i Walter jadą do Nowego Jorku (Harry and Walter Go to New York) jako Leary
- 1977: The Great Balloon Race
- 1977: Benny and Barney: Las Vegas Undercover (TV) jako Jake Tuttle
- 1977: Ostatni film o Legii Cudzoziemskiej (The Last Remake of Beau Geste) jako ślepiec
- 1978: The Flintstones: Little Big League (TV) jako policjant (głos)
- 1978: Doktor Strange (Dr. Strange, TV) jako Balzaroth (głos)
- 1978: Goin’ Coconuts jako Mickey
- 1978: Cowboysan jako jeden ze złoczyńców
- 1982: Flash Gordon: The Greatest Adventure of All (TV) jako Thun (głos)

### Seriale TV
- 1964-66: Rodzina Addamsów (The Addams Family) jako Lurch / Rączka
- 1964-1966: Frankenstein Jr. and The Impossibles jako Frankenstein Jr. (głos)
- 1966: The Girl from U.N.C.L.E. jako Tullio
- 1966: Zagubieni w kosmosie jako niewolnik
- 1966: Batman jako Lurch
- 1966-67: Star Trek: Seria oryginalna jako Gorn (głos) / zabawka Baloka (głos) / Ruk
- 1967: The Man from U.N.C.L.E. jako Edgar
- 1967: The Phyllis Diller Show jako Maxie
- 1967: The Monroes jako Teddy Larch
- 1967: Laredo jako Monte
- 1967: The Beverly Hillbillies jako pan Ted
- 1967: Mr. Terrific jako Bojo
- 1967: Super President jako Spy Shadow (głos)
- 1967: Birdman i Trio z galaktyki (Birdman and the Galaxy Trio) jako Meteor Man (głos)
- 1967: Insight jako przysięgły
- 1967: Fantastyczna czwórka (Fantastic Four) jako Galactus (głos)
- 1968: Daniel Boone jako Gentle Sam
- 1968: I Dream of Jeannie jako Hamid / Habib
- 1968: Tarzan jako Sampson
- 1968: Mannix jako Felipe Montoya
- 1968: Kosmiczny Duch (Space Ghost) jako Moltar (głos) / Metallus (głos)
- 1968-1969: The New Adventures of Huckleberry Finn jako Indianin Joe (głos) / różne role (głos)
- 1970: Bonanza jako Garth
- 1971-76: McDonaldland jako oficer Big Mac (głos)
- 1972: Nowy Scooby Doo (The New Scooby-Doo Movies) jako Lurch (głos)
- 1972: Ironside jako zapaśnik
- 1973: Banaczek jako Jerry Crawford
- 1973: Hec Ramsey jako Mountain Man Pete
- 1973: Przygody rodziny Addamsów (The Addams Family) jako Lurch (głos)
- 1976-78: Tarzan, Lord of the Jungle jako Phobeg (głos) / różne role (głos)
- 1976-77: The Six Million Dollar Man jako Wielka Stopa
- 1976: The Bionic Woman jako Wielka Stopa
- 1977-1980: Kapitan Grotman i Aniołkolatki jako różne role (głos)
- 1977: The All-New Super Friends Hour jako Crag (głos)
- 1977: Space Sentinels jako agent Kronos (głos)
- 1977-1982: The Incredible Hulk jako Hulk (głos) / Narrator (głos)
- 1978: Sugar Time!
- 1978: Man from Atlantis jako Canja
- 1978: Chico and the Man jako Bruno
- 1978: Fangface jako różne role (głos)
- 1978: Yogi w kosmosie (Yogi’s Space Race) jako różne role (głos)
- 1978-79: Godzilla jako Godzilla (głos)
- 1978: Jana z dżungli (Jana of the Jungle) jako Montaro (głos)
- 1978: Fantastyczna Czwórka jako Thing / Ben Grimm (głos)
- 1978: Challenge of the Superfriends jako Black Manta (głos) / Brainiac (głos) / różne role (głos)
- 1978: Pies Dinki jako różne role (głos)
- 1978: Najwięksi bohaterowie biblijni (Greatest Heroes of the Bible) jako Goliat
- 1979: The Plastic Man Comedy/Adventure Show jako różne role (głos)
- 1987: Kacze opowieści jako wodorostowy potwór (głos, nagrania archiwalne)
- 2003: Scooby Doo i meksykański potwór (Scooby-Doo and the Monster of Mexico) jako El Chupacabra (głos, nagrania archiwalne)

Źródło